# Кёкёмерен
Кёкёмерен (кирг. Көкөмерен) — река в Киргизии, правый приток реки Нарын.
Длина реки — 199 км. Площадь бассейна равна 10400 км².
Средний многолетний расход 80,3 м³/с, максимальный расход в июне 996 м³/с, минимальный расход в зимние месяцы 29,7 м³/с. Половодье с мая по август. Питание ледниково-снеговое.
Образуется слиянием рек Суусамыр и Западный Каракол. Правая составляющая река Суусамыр берёт начало в горах Суусамыр-Тоо и Таласского Ала-Тоо, левая составляющая река Западный Каракол — в горах Киргизского Ала-Тоо и Карагатты.
Имеет множество притоков, наиболее крупные из них: Джумгал, Кобук, Ой-Кайынды, Мин-Куш и др. Река многоводная, с бурным течением.